# Štefan Hríb
Štefan Hríb (Pozsony, 1965. január 9. –) szlovák újságíró, televíziós műsorvezető.

## Pályafutása
Felsőfokú végzettségét a Szlovák Műszaki Főiskola elektrotechnikai tanszékén szerezte meg. Tanulmányai befejeztével 1988-tól a Szlovák Tudományos Akadémia elektrotechnikai intézetének tudományos munkatársa volt. Újságírói tevékenységét 1991-ben a Lidové noviny cseh napilapnál kezdte el, majd 1993 és 1998 között a Szabad Európa Rádió szerkesztője és kommentátora volt Münchenben és Prágában. 1999 és 2004 között a Domino fórum szlovák hetilap főszerkesztője. 2004 és 2007 között a Szlovák Televízió Pod lampou (magyar fordítása A lámpa alatt) című vitaműsorának műsorvezetője. 2005-ben megalapította a .týždeň című hetilapot, amelynek főszerkesztői tisztségét is betölti.

## Fordítás
- Ez a szócikk részben vagy egészben a Štefan Hríb című szlovák Wikipédia-szócikk ezen változatának fordításán alapul.  Az eredeti cikk szerkesztőit annak laptörténete sorolja fel. Ez a jelzés csupán a megfogalmazás eredetét és a szerzői jogokat jelzi, nem szolgál a cikkben szereplő információk forrásmegjelöléseként.